# Cindy Moorman

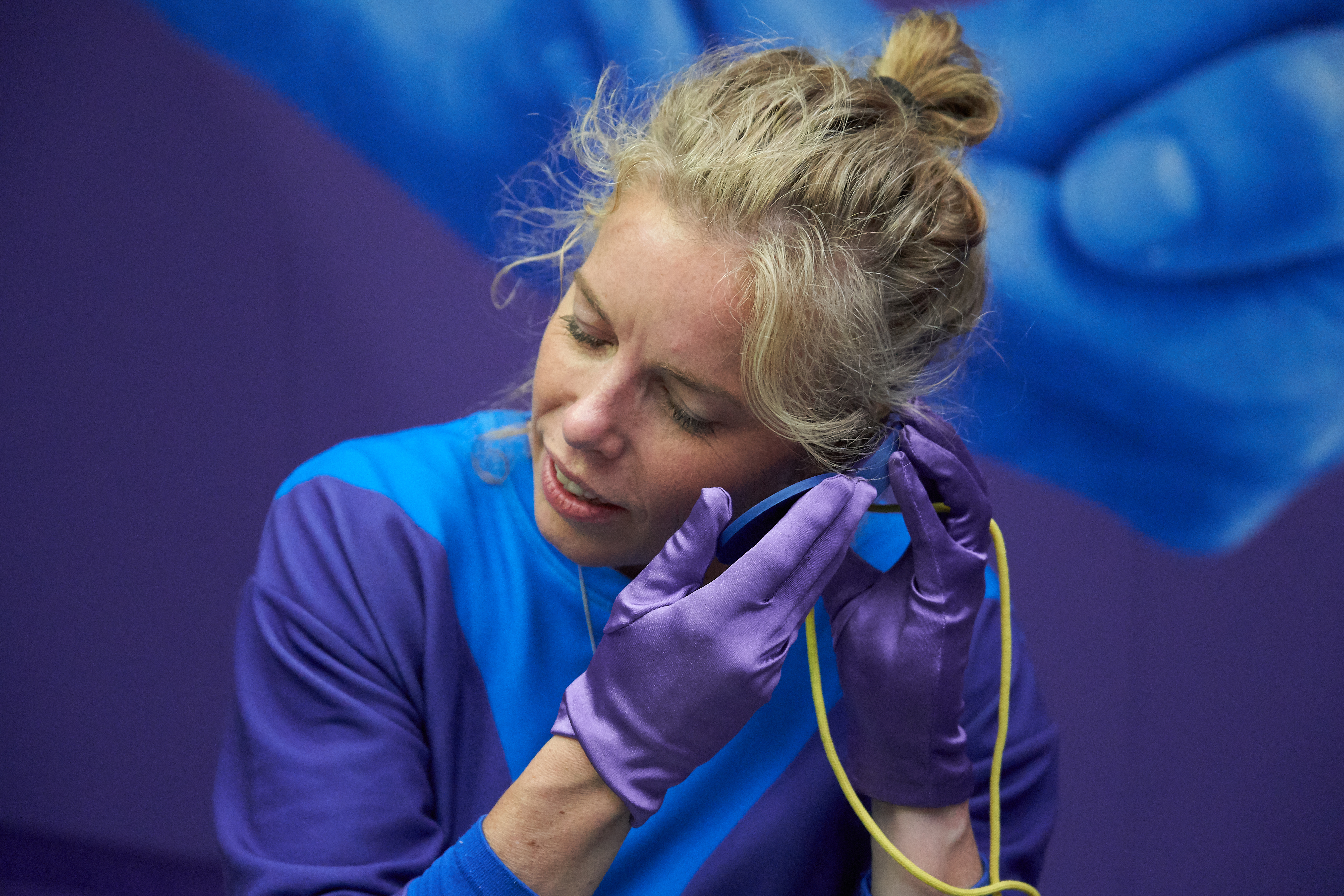
het Ik en het Wij, 2022. Centraal in dit werk staat een handgeschilderd, blauw medaillon dat met een geel koord kan worden omgehangen. Zodra het medaillon opent, verschijnt en klinkt het paars: een akkoord, ingezongen door het Van Abbemuseumkoor.

Cindy Moorman (14 mei 1976) is een Nederlandse beeldende kunstenaar. Ze noemt haar werk Geënsceneerde Ontmoetingen: zorgvuldig gecomponeerde situaties waarin mensen, objecten, beelden en ideeën tijdelijk samenkomen om de dynamiek van verbondenheid te onderzoeken. Haar praktijk beweegt zich op het snijvlak van performance, installatie, tekst, teken- en videokunst, en komt tot stand in samenspel met andere makers, deelnemers en gemeenschappen.
Moorman studeerde aan de ArtEZ Hogeschool voor de Kunsten in Arnhem (1999–2003) en behaalde haar master aan de AKV| St. Joost in Breda (2005). Ze woont en werkt in Amsterdam.

## Leven en werk
Cindy Moorman groeide op in een hechte dorpsgemeenschap in de provincie Gelderland. De sociale structuren, rituelen en ongeschreven regels van die omgeving vormden de kiem voor haar blijvende fascinatie met de spanning tussen het individu en het collectief — het Ik en het Wij. Deze beweging tussen opgaan en afzetten, tussen meedoen en afwijken, is sindsdien een terugkerend motief in haar werk.
Vanuit haar atelier in Amsterdam ontwikkelt Moorman performances, objecten en tekstuele vormen die uitnodigen tot ontmoeting en reflectie. De werken vinden plaats op uiteenlopende locaties: musea, publieke ruimtes en sociale contexten. Elk project staat op zichzelf, maar maakt ook deel uit van een groeiend, onderling verbonden geheel. Haar studio fungeert daarbij als speelveld voor vorm, ritueel en collectiviteit.

## Thematiek en methode
Sinds 2016 vormt de Basisopstelling het fundament van Moormans praktijk. Deze bestaat uit acht figuren — waaronder het Ik, het Wij, de Ander(en) en de Constructies — die elk een specifieke kleur, vorm, gevoelswaarde en positie hebben. De figuren zijn ontstaan uit jarenlange observaties en ervaringen, en geven richting aan haar onderzoek naar de complexiteit van menselijke verhoudingen. 
Moorman vertaalt inzichten uit filosofie, sociologie en persoonlijke ervaring naar fysieke, vaak rituele vormen: sokkenbijeenkomsten, gidsenjassen, koorperformances, vloerstickers en scenografieën. Ze creëert tijdelijke gemeenschappen waarin deelnemers onderdeel worden van een choreografie van nabijheid, afstemming, meervoudigheid en frictie.

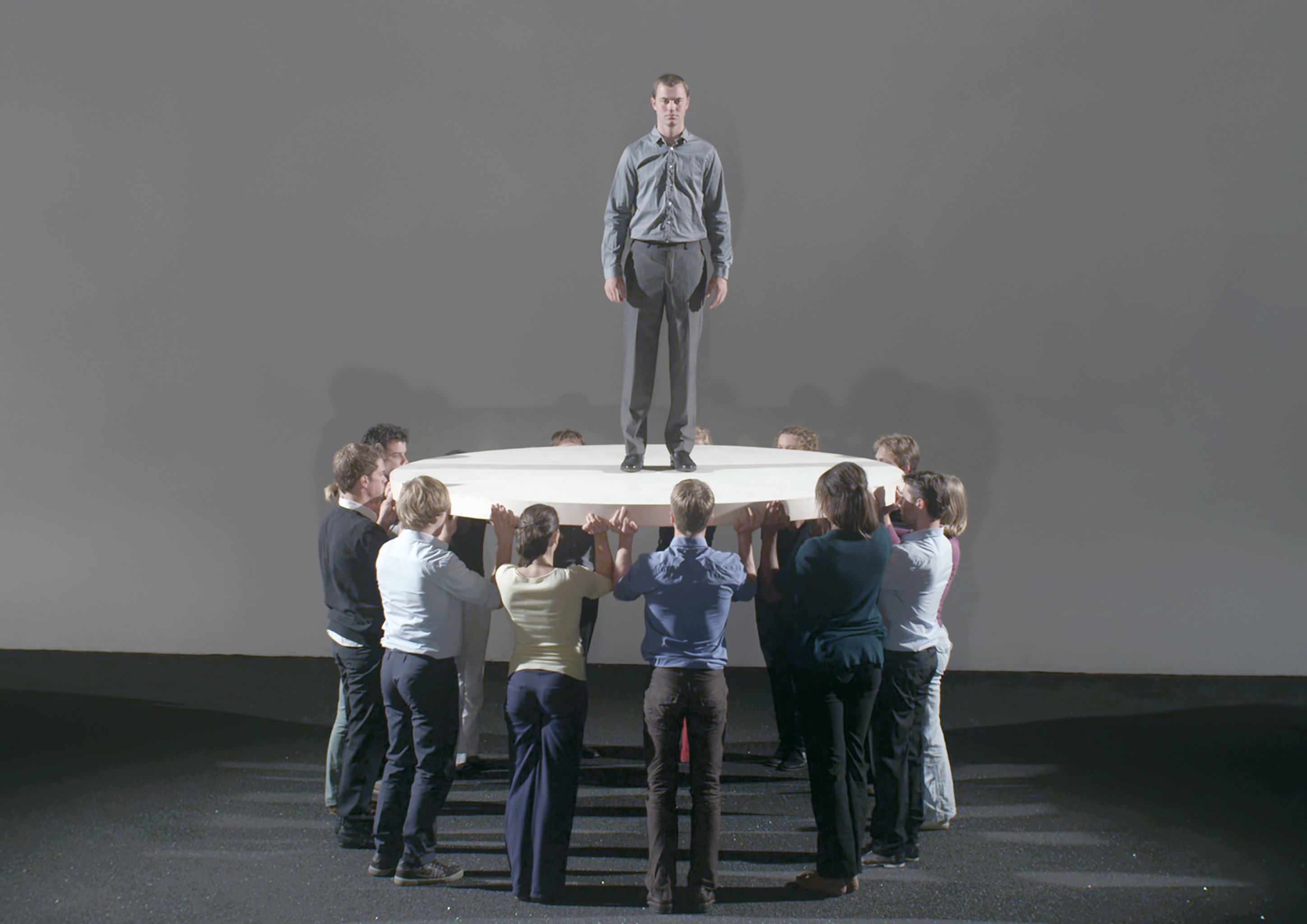
Loskomen, 2013. Uitgevoerd in Museum Arnhem en W139 (Amsterdam). In deze serie onderzoekt Moorman de afhankelijkheid van het individu van het samenspel van de groep.

## Projecten en tentoonstellingen
Het werk van Moorman is getoond in onder andere het Van Abbemuseum Eindhoven, Museum Voorlinden, Museum Arnhem, Stedelijk Museum Bureau Amsterdam, W139, Paradiso Amsterdam, TENT Rotterdam en Kunstverein Ahlen. Daarnaast realiseerde ze werken in opdracht van TAAK, Land Art Live, Trendbureau Overijssel en De Alliantie. Haar werk maakt deel uit van diverse particuliere en museale collecties waaronder het Van Abbemuseum.
Markante projecten zijn onder meer Tijdelijk verdwijnen (Van Abbemuseum, 2010) Arnhem), Loskomen  (Museum Arnhem, 2013), De Constructies (Land Art Flevoland, 2017), het Wij (Paradiso, 2020), en recente permanente installaties aan de Tafelbergweg in Amsterdam Zuidoost. In 2025 verschijnt haar overzichtspublicatie Ik en de Anderen, in samenwerking met uitgever Set' Margins, grafisch ontwerper Esther de Vries, redactie en schrijfbegeleiding Hannah van Binsbergen en een gastbijdrage van Marli Huijer.

## Onderwijs en publieke rol
Naast haar kunstenaarschap is Moorman actief als spreker, schrijver en docent. Ze gaf les en lezingen aan onder andere de Universiteit van Amsterdam, ArtEZ, de Rietveld Academie, De Pont Tilburg en Tenjinyama Studio in Japan. Haar werk en ideeën zijn besproken in onder meer Metropolis M, Mister Motley, Het Parool, Kunst is Lang en op NPO Radio 4.